# Isabel González (poetisa)
Isabel González (Sevilla, siglo XIV) fue una poetisa mencionada varias veces en el Cancionero de Baena, por haberle dedicado sus contemporáneos varias composiciones, siendo ella misma autora de otras, aunque por desgracia no se conserve ninguna.

## Biografía
Lo que se conoce de ella como poetisa es a través de las menciones y dedicatorias que le dedican Francisco Imperial y Diego Martínez de Medina en poemas recogidos en el Cancionero de Baena, y en las respectivas rúbricas donde se la menciona como «manceba del conde de Niebla». La cronología de dichos poetas, el primero claramente del siglo XIV, llevó a los primeros estudiosos a pensar en que el conde Niebla mencionado, Juan Alfonso, fue el primer conde, Juan Alonso Pérez de Guzmán (1342-1396).
Sin embargo, no faltan estudiosos que la relacionan con el tercer conde, homónimo del anterior, Juan Alfonso Pérez de Guzmán, Según estos, sería una dama sevillana, hija de un hidalgo portugués de apellido Meneses, cuyo linaje habría sido inventado para dar más legitimidad a la sucesión del hijo habido fuera del matrimonio por parte del tercer conde de Niebla, que al final se habría casado con su amante para legitimar aún más a su heredero,
Además de la cronología de los poetas que la mencionan, Ladero Quesada (2009: 235) documenta perfectamente cómo la viuda de Juan  Alonso  de  Guzmán,  I conde  de  Niebla,  doña  Beatriz  Ponce  o  de  Castilla,  que sobrevivió a su marido casi trece años y profesó como monja en el monasterio sevillano de San Clemente, dejó en su testamento, fechado el viernes 24 de mayo de 1409, entre otras mandas,  500   maravedíes a Isabel González de Sevilla, monja del mismo monasterio, que muy  posiblemente fuera Isabel  González, que había sido amante de su marido. A pesar de su condición de «manceba», con la que se la nombra, su condición debió ser de importancia dentro de la Casa de los Guzmán.

## Obra poética

#### Mención de Diego Martínez de Medina
Martínez de Medina en un dezir o decir dedicado a ella, «Isabel Gonçález, la mançeba del  conde de Niebla, don  Juan Alfonso», la trata como a un igual que hubiera aceptado un desafío poético, tan común entre los poetas de aquel tiempo. La alabanza mutua era uno de los pilares de estos juegos poéticos, pero aun así el poeta la elogia abiertamente, llamándola «excelsa poeta», comparándola con Ovidio y diciendo que domina los mecanismos de la poética: silogismo, retórica y musicalidad.
La respuesta al requerimiento se realiza a través de un supuesto fraile «Respuesta que dio por ella un fraile», cuya calidad poética no parece ser acorde con los valores atribuidos a Isabel González por Martínez de Medina. Las interpretaciones son varias: La primera que la propia Isabel González dictara al fraile su respuesta, pero este no supiese trasladarla. La segunda, que según era costumbre por parte de muchas mujeres, a fin de reservar su honor y el de su familia pidiera al fraile que lo hiciera por ella; sin embargo, esto no parece muy probable, si nos atenemos a la fama y el valor poético que se le atribuyen. La tercera que el fraile obrara por su cuenta. En cualquier caso, si hubo una respuesta directa de la dama, esta se ha perdido.

### Mención de Francisco Imperial
En cuanto a los poemas de Imperial, nos encontramos con un conflicto en la cronología, ya que si Isabel fue la amante del tercer conde Niebla, el poeta habría muerto antes del supuesto nacimiento de ella, por lo que parece más probable, como defienden algunos autores, que Isabel González fuera en realidad la amante del primer conde.
El primero de los poemas presenta una dedicación dudosa, pero no así el segundo, que en la rúbrica introducida por Baena dice explícitamente:

Este  dezir  fizo  el  dicho  Miçer  Françisco  Imperial  por  amor  e  loores  de  la  dicha Isabel  Gonçález,  mançeba  del  conde  don  Johan  Alfonso,  por  quanto  ella  le  avía embiada rogar que lafuese a ver al monesterio de Sant Clemente, e él non osava ir por razón que era muy arreada e graçiosa muger.

Más allá de las fechas, lo que no deja duda a los analistas es que el dezir catalogado como CB239 está dedicado a una mujer poetisa muy conocida y ensalzada en los círculos palaciegos, poseedora además de una gran belleza. La crítica, especialmente Whetnall, se inclina por un requerimiento por parte de Juan Pérez de Guzmán que se muestra temeroso, ante la beldad y fama de la dama, a ser rechazado.